# Telipinu
Telipinu, o Telepinu (1550 a.C. circa – 1500 a.C. circa ...), è stato un sovrano ittita.

## La tumultuosa ascesa al trono
Telipinu era il figlio (forse terzogenito) del sovrano ittita Ammuna; alla morte di questi, avvenuta per cause probabilmente naturali, Huzziya I, cognato di Telipinu, elimino' i figli maggiori ed eredi del re, usurpandone il trono.
Ben presto però Huzziya comprese che la sua posizione sul trono non sarebbe stata solida finché fosse rimasto in vita anche un solo discendente di Ammuna, e così ordì una congiura per eliminare anche Telipinu e sua moglie Ištapariya. Telipinu, informato, riuscì a sfuggire alla morte e, negli eventi che seguirono, rovesciò il sovrano usurpatore mettendo in atto un autentico contro colpo di Stato, imprigionando Huzziya ed i suoi 5 fratelli; nell'intento di fermare la scia di sangue che accompagnava da anni le successioni ittite, risparmiò la vita ad Huzziya, alla sua famiglia ed al cugino Tahurwaili, che si limitò ad esiliare.
Ma tuttavia, nonostante i gesti di clemenza mostrati verso le parti avverse, la scia di sangue non si arrestò: la moglie del sovrano, Ištapariya, e l'unico figlio maschio, Ammuna, caddero vittime di congiure di palazzo.

## Il sovrano "legislatore"
Telipinu è ricordato nella storia ittita soprattutto per le leggi emanate, in particolar modo per la regolamentazione della successione dinastica, con l'istituzione di regole che verranno tramandate e mantenute valide fino all'età imperiale. 
Per la prima volta nella storia del suo popolo, venne certificata la successione per via patriarcale: l'erede del re, cioè, era il figlio maschio di primo rango, generato cioè dal sovrano e dalla Regina Regnante; in assenza di eredi maschi di primo rango, un figlio maschio di secondo rango (generato cioè da una moglie secondaria o una concubina);  in totale assenza di erediti maschi il trono sarebbe passato al marito della figlia della coppia reale, mantenendo la consanguineità per via femminile. Al sovrano restava una certa libertà di manovra comunque: poteva scegliere anche un figlio minore come tuhkanti, e non obbligatoriamente il primo genito. 
L'intenzione di Telepinu era palesemente quella di interrompere le lotte dinastiche che da subito avevano caratterizzato l'antico Regno Ittita; si incaricava anche il Pankuš di sorvegliare in tal senso e richiamare il sovrano al rispetto della legge, in caso di necessità.

## La campagna di riconquista
Agli inizi del regno di Telipinu, l'Impero Ittita era ridotto a pochi territori, avendo i suoi predecessori perduto gran parte delle terre conquistate durante i regni di Hattušili I e Muršili I: Arzawa ad occidente, Mitanni a sudest, Kaska a nord, e Kizzuwatna a sud.

Telipinu intraprese immediatamente una campagna di riconquista verso Sud-Est, arrivando nuovamente alle sponde dell'Eufrate, e riaffermando saldamente l'autorità ittita nella madre-patria, la zona del bacino del Marassantiya, tornata stabilmente sotto il controllo ittita. 
Preoccupato probabilmente di una possibile alleanza tra gli storici nemici Hurriti ed il neonato stato di Kizzuwatna, siglo' con questo il primo trattato di alleanza della storia ittita a noi giunto, ove si stabilivano confini e si riconosceva la rispettiva autorità su alcuni territori; tale trattato permise al sovrano di mettere al sicuro il fianco del proprio regno durante le campagne verso Sud-Est. 
Alla fine del regno di Telipinu, l'impero ittita entrò in una età oscura caratterizzata da scarse prove storiche per circa un secolo. 
Harapšeki, l'unica figlia nota del re, sposò Alluwamna, il quale fu probabilmente il successore diretto di Telipinu sul trono ittita.

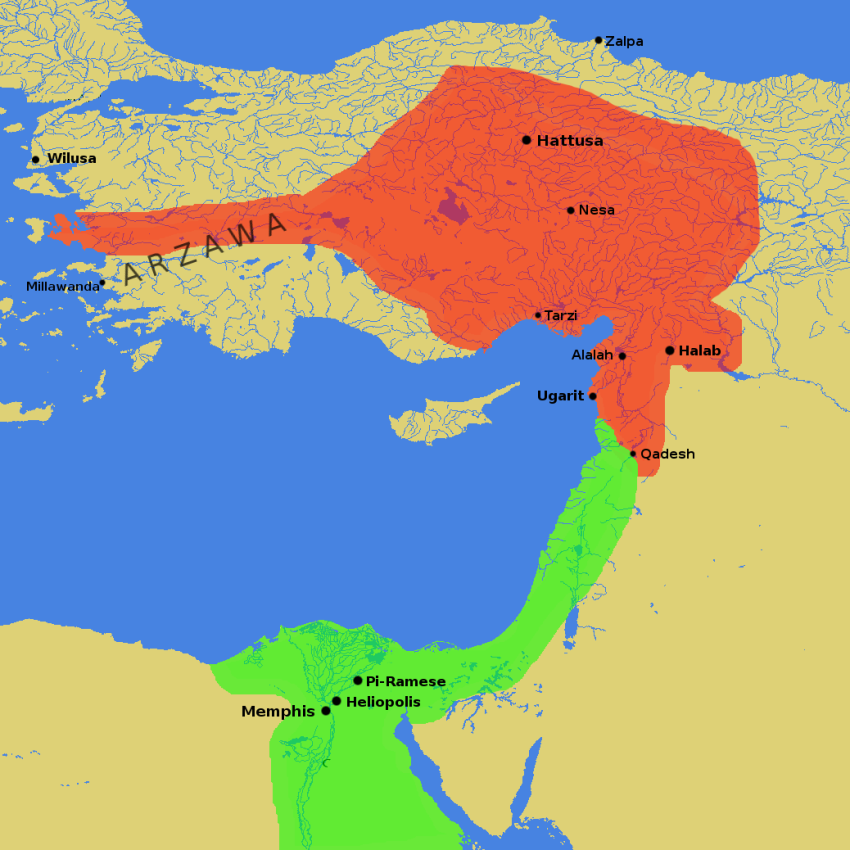
Impero ittita

Il trattato con Kizzuwatna si pone a paradigma per quelli che seguiranno, e si apre con un'introduzione preliminare che descrive le precedenti relazioni tra gli Ittiti e le controparti del trattato, in modo da giustificare l'esistenza del trattato stesso. L'ultimo trattato che conserva questa tradizione fu quello firmato da un anonimo re ittita (per lo più identificato con Tudhaliya I/II) e Šunnaššura di Kizzuwatna (1400-1390 a.C.). Questo documento, redatto con lo stile della coeva Incriminazione di Madduwatta (Έδικτο του *Μαδυβάττη), dimostra che la tradizione era ben radicata.